# Rieka Myjava
Rieka Myjava je přírodní památka v katastrálních územích obcí Stará Myjava, Prietrž,  Jablonica, Osuské a Podbranč v okrese Senica v Trnavském kraji a obcí Brestovec a Myjava v okrese Myjava v Trenčínském kraji na Slovensku. Území bylo vyhlášeno v roce 1996 a jeho rozloha je 34,94 hektaru. Předmětem ochrany je přirozený vodní tok Myjavy se zachovalými břehovými porosty.